# Dorfkirche Abbendorf

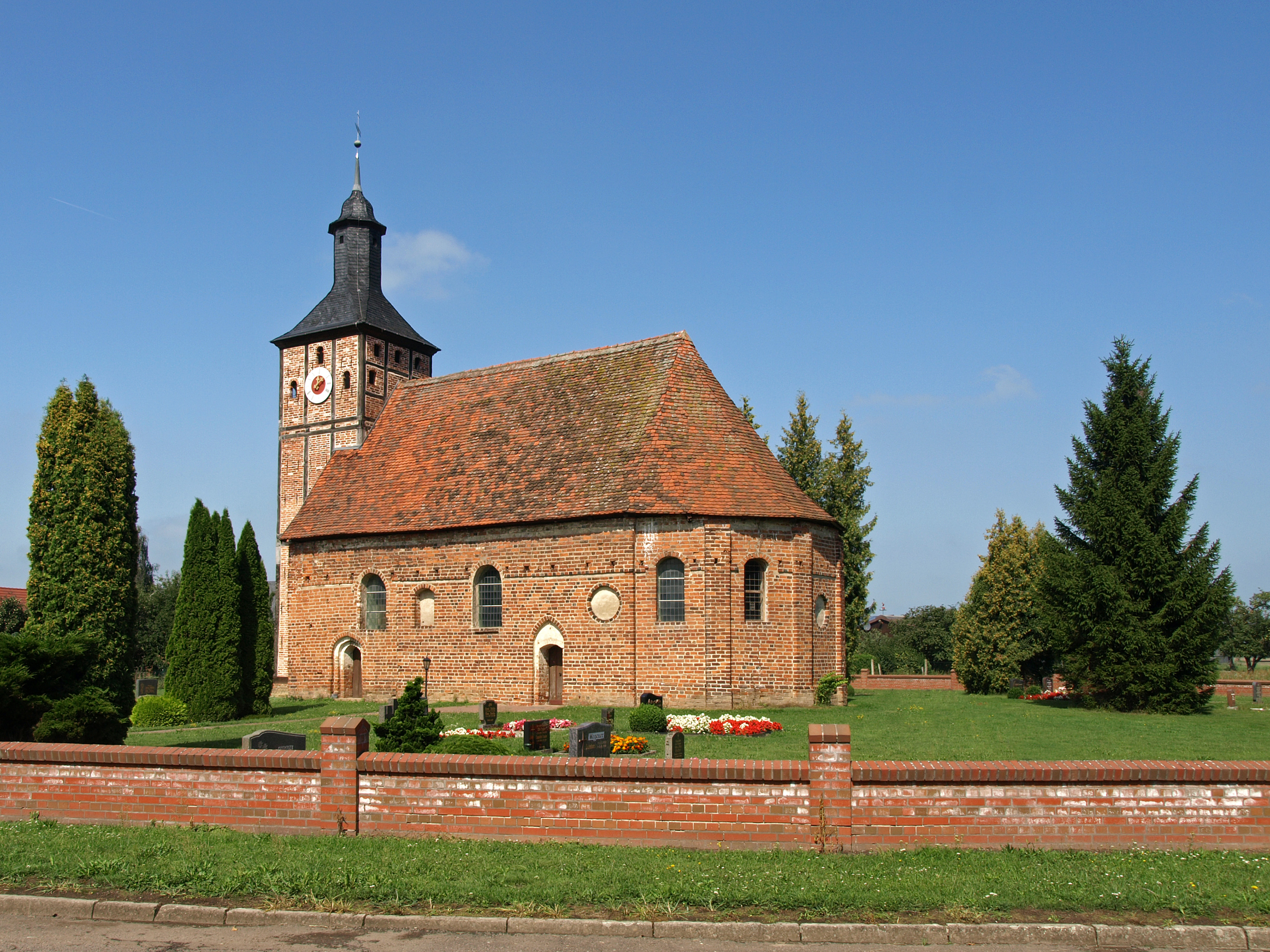
Dorfkirche in Abbendorf

Die evangelische Dorfkirche in Abbendorf, einem Gemeindeteil von Rühstädt im Landkreis Prignitz in Brandenburg, wurde im späten 15. Jahrhundert errichtet. Sie gehört zum Pfarrsprengel Rühstädt im Kirchenkreis Prignitz der Evangelischen Kirche Berlin-Brandenburg-schlesische Oberlausitz.

## Geschichte und Architektur
Die Kirche liegt an der Abbendorfer Dorfstraße, inmitten des Friedhofs, und ist ein geschütztes Baudenkmal. Der Saalbau aus Backsteinmauerwerk wird durch eine flache Decke abgeschlossen und endet in einem fünfseitigen, früher gewölbten Chor mit flachen Strebepfeilern. Das Bauwerk gehört zu den seltenen in Backstein errichteten mittelalterlichen Dorfkirchen der Prignitz, stammt aus dem späten 15. Jahrhundert und wurde nach einer Inschrift über dem Türbalken im Jahr 1662 barock erneuert.
Der rechteckige Turm an der Westseite in Fachwerkbauweise wurde im Jahre 1852 erneuert. Die Uhr stammt aus späterer Zeit. Das Innere wurde 1995 restauriert, eine weitere Restaurierung wurde in den Jahren 1999/2000 vorgenommen. An der Südseite sind zwei Portale angeordnet, das Schiffsportal ist dreifach gestuft, die Priesterpforte ist stichbogig mit hoher Spitzbogenblende. Die Glasfenster zeigen bemalte Medaillons aus dem 17. Jahrhundert.

## Ausstattung
Der Altaraufsatz stammt aus dem Jahr 1680 und wurde 1878 erneuert. Er besteht aus einem zweigeschossigen Aufbau mit zierlichen Doppelsäulen, der mit rustikalen Gemälden des Abendmahls, der Auferstehung und – im dreieckig abschließenden Giebelfeld – der Kreuzigung ausgestattet ist.
Die hölzerne Kanzel von 1685 ist an Kanzelkorb und Treppe mit gemalten Brustbildern von Christus, Moses und den Evangelisten versehen.
Die Orgel mit sieben Registern auf einem Manual und Pedal wurde 1878 von Friedrich Hermann Lütkemüller aus Wittstock/Dosse eingebaut.